# Japan Post Tower
La Japan Post Tower est un gratte-ciel de 200 mètres construit en 2012 à Tokyo au Japon. C'est le siège de la Japan Post. Il dispose d'un jardin  de toiture.